# Novopîlîpivka, Melitopol
Novopîlîpivka (în ucraineană Новопилипівка) este localitatea de reședință a comunei Novopîlîpivka din raionul Melitopol, regiunea Zaporijjea, Ucraina.

## Demografie
Componența lingvistică a localității Novopîlîpivka
     Rusă (75,04%)
     Ucraineană (24,68%)
     Alte limbi (0,28%)
Conform recensământului din 2001, majoritatea populației localității Novopîlîpivka era vorbitoare de rusă (75,04%), existând în minoritate și vorbitori de ucraineană (24,68%).